# Kirche Leopoldshagen

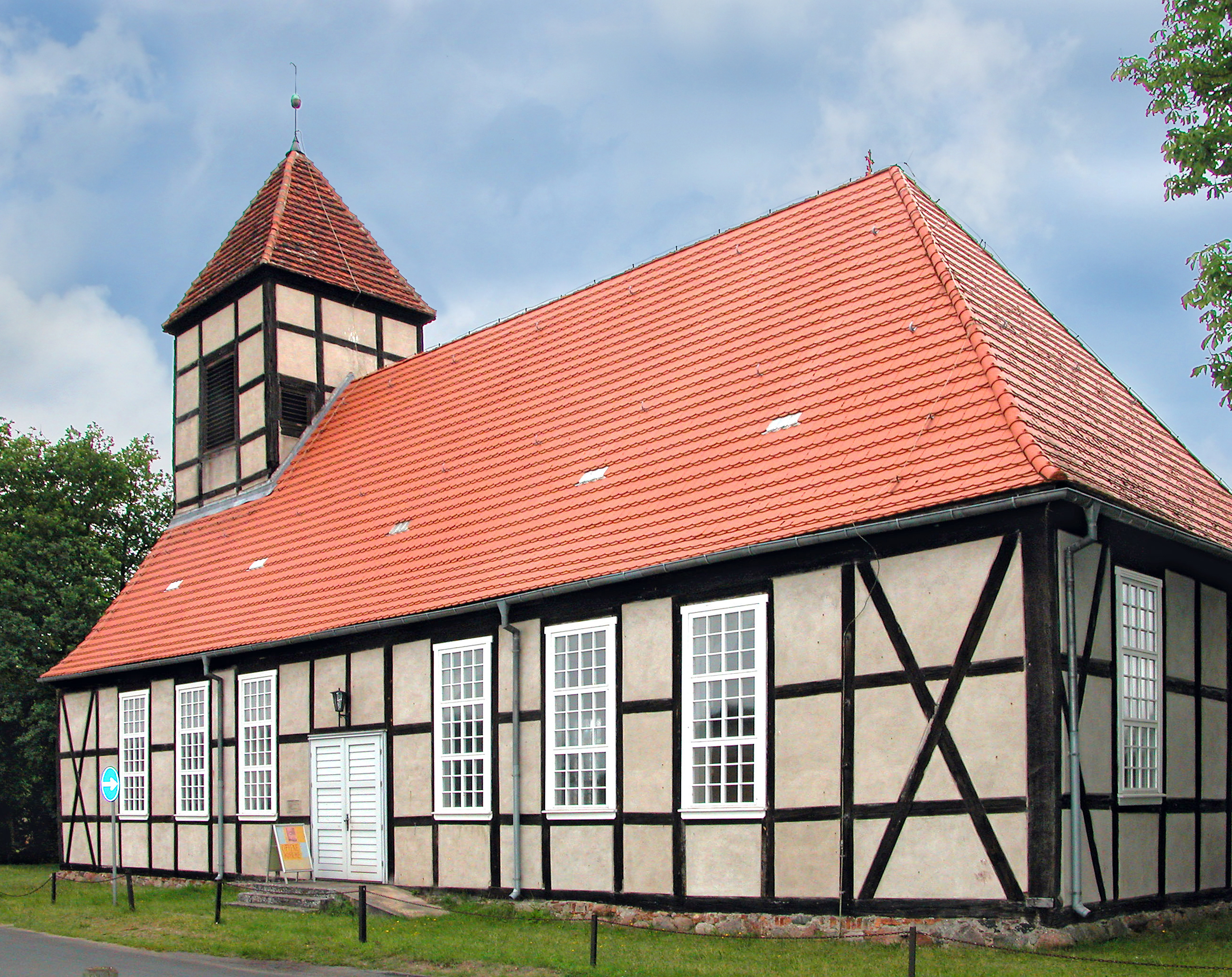
Kirche Leopoldshagen (2004)

Die Kirche Leopoldshagen ist eine aus dem 18. Jahrhundert stammende evangelische Fachwerkkirche im vorpommerschen Leopoldshagen. Sie liegt auf einer Verkehrsinsel auf der Dorfstraße des Straßenreihendorfs.

## Geschichte
Nachdem unter der Regierung von König Friedrich II. von Preußen das Dorf Leopoldshagen 1748 als Bauerndorf gegründet war, wurde von den siedelnden Kolonisten die Bitte geäußert, eine Kirche zu erhalten. 1751 wurde in den preußischen Gemeinden eine entsprechende Kollekte durchgeführt, um Geld für den Bau der Kirche in Leopoldshagen zu realisieren. Benötigt wurden nach ersten Planungen 600 Taler. Die Sammlung erbrachte 2504 Taler. Somit wurde die Kirche größer ausgeführt, als es die Zeichnungen ausgewiesen hatten. Die Feldsteine für das Fundament der Kirche wurden in Bargischow geborgen und von dort angefahren. Am 6. März 1755 konnte der Knopf auf die Turmspitze gesetzt werden. Darin wurden, wie üblich, Geld sowie ein Pergament eingelegt, worauf die Namen der Anklamer Ratsmitglieder verzeichnet waren. Am 12. Oktober 1755 wurde die Kirche feierlich geweiht. Die Gründung der neuen Pfarre durch die Stadt Anklam erfolgte 1763. Bis dahin übten die Seelsorge zunächst der Pfarrer von Ducherow, dann die von Kagendorf und Bargischow aus.
Das Pfarrhaus an der Nordseite wurde im April 1945 von Sowjetischen Soldaten geplündert und angesteckt; es brannte restlos nieder. Dabei ist auch die Kirchenchronik vernichtet worden. Das Küsterhaus und die alte Schule wurden saniert und dienen heute als Pfarrwohnung.
Der Ort Kalkstein, ca. 5 km westlich der Schwalckenheide, gehörte von 1748 bis um 1960 zum Pfarramt Leopoldshagen. Es gab in der Kirche auf der Südseite, zwei Bankreihen die sogenannten „Kalksteiner Kirchbänke“, die für die Kalksteiner an allen Sonn- und Feiertagen reserviert waren. Die eingepfarrten Ortsteile Grünberg, Mörkerhorst, Kuhlerort und Zartenstrom gehörten ebenfalls dazu.

### Innenausstattung

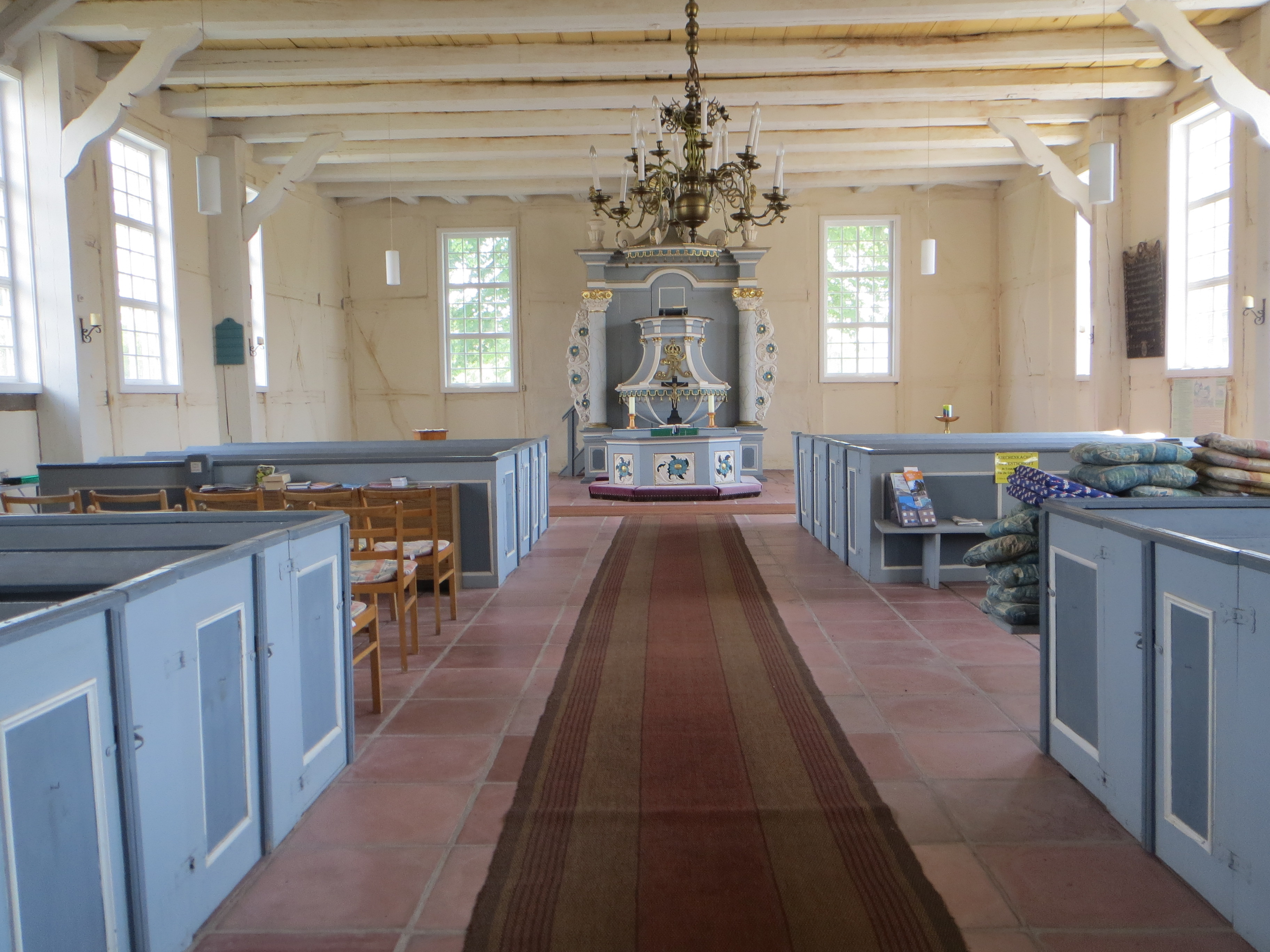
Innenansicht

In der Kirche befinden sich einige Kunstdenkmale: Der aus der Mitte des 18. Jahrhunderts stammende Kanzelaltar ist ein architektonischer Aufbau mit konkav geböschtem Kanzelkorb und Akanthusblatt-Wangen. Der Altar trägt die Initialen des Patronatsherrn, des Königs Friedrich II. von Preußen. Gestühl und Westempore stammen ebenfalls aus Bauzeit der Kirche. Ein vergoldeter Silberkelch stammt bereits aus dem 15. Jahrhundert, ein weiterer von 1709. Die Kuppa aus dem 18. Jahrhundert, ein Leuchterpaar von 1755 und eine Patene, Silber vergoldet, von 1817 vervollständigen die Sammlung.

### Glocken
Drei Glocken befinden sich im Turm. Die älteste Glocke von 1650 mit dem Schlagton des″ wurde vermutlich vom Hamburger Glockenfriedhof geliefert. Im Jahr 1794 kam die kleinste Glocke mit dem Schlagton f″ hinzu, gestiftet vom damaligen Pfarrer Johann Friedrich von Scheven und Kirchenvorsteher Johann Krüger. Ursprünglich war diese kleine f″-Glocke mit einer etwas größeren d″-Glocke in dem Leopoldshagener Kirchturm, aber im Zweiten Weltkrieg wurde die größere der beiden Glocken geopfert und musste eingeschmolzen werden. Die mittlere Glocke 155 kg mit dem Schlagton d″, gegossen von der Apoldaer Glockengießerei Schilling, wurde am 31. Oktober 1964 eingeweiht und in den Dienst gestellt. Da diese Glocke aber harmonisch nicht zum Geläut passte, wurde sie vom zuständigen Glockensachverständigen Pastor i. R. Joachim Huse im Jahr 2017 durch eine größere b′-Glocke aus dem Jahre 1992 ersetzt. Nach der Sanierung des Turmes erklingt nun seit November 2017 ein harmonisches b-moll-Geläut mit den Schlagtönen (b′ – des″ – f″).

### Orgel

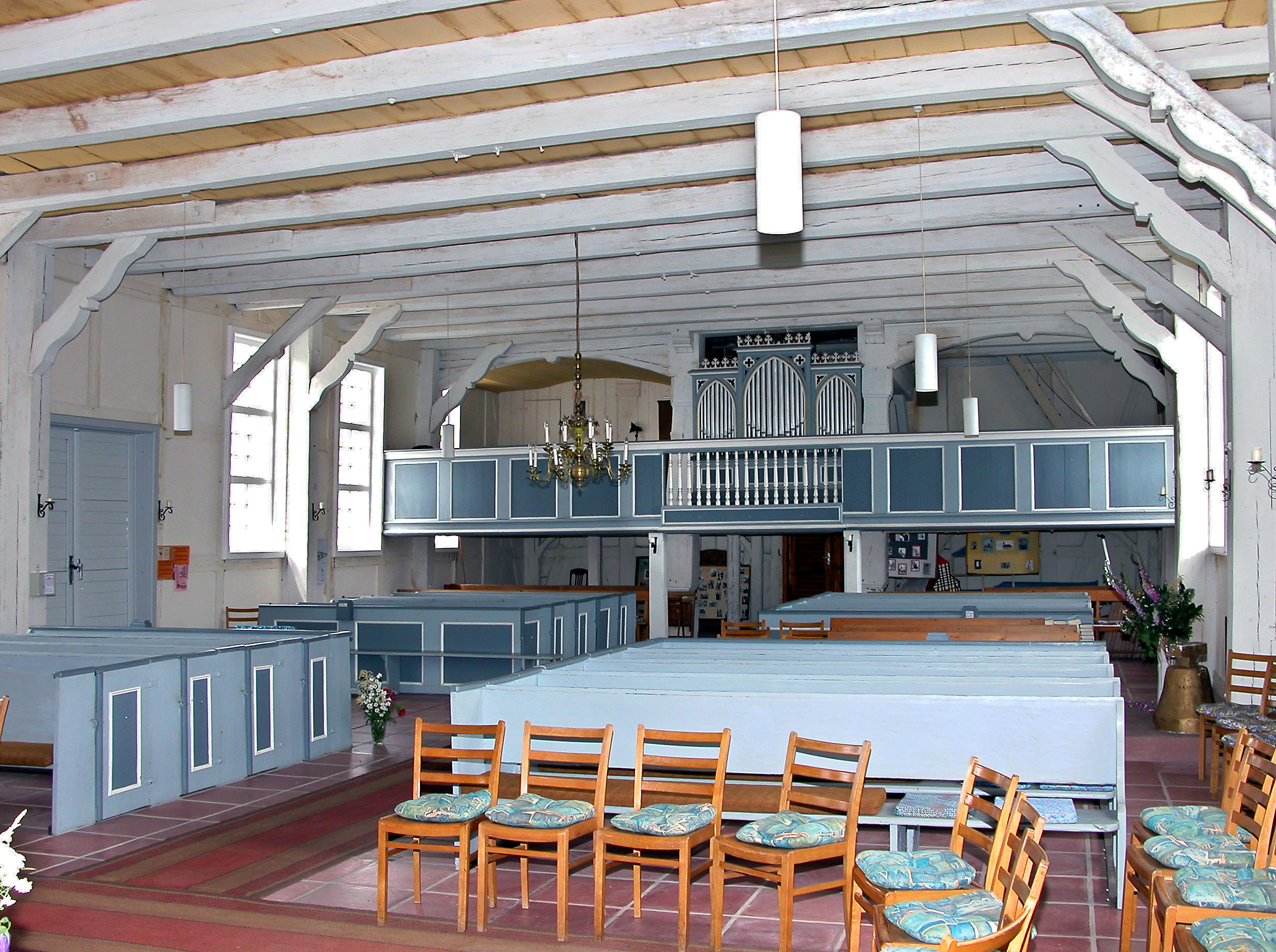
Orgel

Auf der Westempore der Kirche befindet sich eine in Stettin von der Orgelbaufirma Barnim Grüneberg gefertigte Orgel mit der Nummer 140 aus dem Jahre 1872. In diesem Instrument erklingen 501 Pfeifen aus Holz und Zinn. Die ursprünglich im Orgelprospekt verwendeten Zinnpfeifen mussten im Ersten Weltkrieg für die Waffenherstellung abgegeben werden und wurden später durch Pfeifen aus Zink ersetzt. Die kleinste Pfeife misst 17 mm und die größte Holzpfeife 2400 mm. Das Manual der Orgel zählt 32 weiße und 22 schwarze Tasten sowie neun Register. Dem Kantor steht darüber hinaus ein Pedal mit 27 Tasten zur Verfügung.
Die neun Register lauten: Pedal – Coppel, Subbass – sechzehn Fuß, Mixtur – Dreifach, Flöte – vier Fuß, Gedackt – acht Fuß, Salicional – acht Fuß, Bordun – sechzehn Fuß, Octave – vier Fuß, Principal – acht Fuß. Grüneberg-Orgeln sind in Vorpommern sehr häufig anzutreffen und gelten als klingende Denkmäler.

## Kirchengemeinde
Zusammen mit den Kirchengemeinden Mönkebude und Altwigshagen bildet die Kirchengemeinde Leopoldshagen das Pfarramt Leopoldshagen in der Propstei Pasewalk der Evangelisch-Lutherischen Kirche in Norddeutschland. 
Zum Pfarramt Leopoldshagen gehören folgende Dörfer: Grünberg, Mörkerhorst, Mönkebude, Altwigshagen, Lübs, Neuendorf A, Wietstock, Annenhof, Borckenfriede, Demnitz, Finkenbrück, Heinrichshof, Kurtshagen, Louisenhof, Millnitz und Grambin.